# N22 (Togo)
Die N22 ist eine Fernstraße in Togo, die in Dileka an der Ausfahrt der N1 beginnt und in Gando Namoni endet. Im Anschluss verläuft die RN9 weiter über die Grenze nach Benin. Sie ist 16 Kilometer lang.